# ガリヴァー・マグラス
ガリヴァー・“ガリー”・マグラス (Gullvier "Gully" McGrath、1998年8月15日 - ) は、オーストラリアの俳優。

## 来歴
メルボルンで神経科学者の母ハイディ・チャップマンと心臓麻酔医の父クレイグの間に生まれる。6歳で牛乳のコマーシャルに出演して演技を開始。2009年、メルボルン・シアター・カンパニーの公演『Poor Boy』でガイ・ピアースらと共演した。同年、一家はイギリス・バーミンガムへ移住する。
2011年に公開されたマーティン・スコセッシ監督映画『ヒューゴの不思議な発明』では主役ためのオーディションに参加していた。結果端役での出演となったが、スコセッシはマグラスに『吸血鬼ノスフェラトゥ』を送ったという。ティム・バートンが監督し2012年に公開された『ダーク・シャドウ』で初めて大きな役を得る。同年公開のスティーヴン・スピルバーグ監督映画『リンカーン』ではタッド・リンカーンを演じた。

## 出演映画
- ラブド・ワンズ The Loved Ones (2009)
- ヒューゴの不思議な発明 Hugo (2011)
- ダーク・シャドウ Dark Shadows (2012)
- リンカーン Lincoln (2012)
- ハッピーボイス・キラー The Voices (2014)